# 第二次シク戦争
第二次シク戦争（だいにじシクせんそう、英語: Second Anglo-Sikh War）は、イギリス東インド会社軍とシク王国軍のとの間に勃発した戦争（1848年 - 1849年）。この戦争により、イギリスはインドにおける最後の独立国であるシク王国の併合に成功し、全インドを植民地化した。

## 戦争に至るまで
1846年のラホール条約より、首都ラホールにはイギリス人の駐在官が置かれ、王国はジャンムー、カシミール、ジャーランダル・ドアーブなど多くの領土の割譲を余儀なくされた。また、軍隊も歩兵20,000と騎兵12,000に縮小を余儀なくされた。
同年12月16日には別の条約の締結を余儀なくされ、イギリスの駐在官は王国においてあらゆる権限を行使できるようになった。また、イギリスは自らの判断によって、王国の各地に駐屯地を置くことが認められた。
しかし、これらの植民地支配による各種の改革が王国に導入されると、人々の不満が高まり、領土からイギリス勢力を追い出すよう望む声が多くなっていた。イギリスの側もまた、一部の徹底した帝国主義者の官僚らはシク王国の領土を併合し、パンジャーブを直接統治するように考えるようになった。

## 戦争
1848年5月、ついにイギリスへの不満が爆発し、シク王国内の各地で自由を訴える人々らは反乱を起こした。これが第二次シク戦争である。主な指導者はムール・ラージ・ムルターンワーラーとチャタル・シング・アッターリーワーラーであった。
1848年4月19日以降、シク王国軍はムルターンに籠城し、これを攻めるイギリス軍と戦った（ムルターン包囲戦）。
同年11月22日、シク王国軍はイギリス軍とラームナガルで開戦し、イギリス軍を破った（ラームナガルの戦い）。だが、この戦いでイギリス軍に打撃を与えることはほとんどできなかった。
1849年1月13日、シク王国軍はチリヤーンワーラーでイギリス軍と戦い、これに勝利した（チリヤーンワーラーの戦い）。だが、双方ともに大きな打撃を被った。
だが、同年1月22日にムルターンに籠城していたムール・ラージ・ムルターンワーラーは降伏し、ムルターンはイギリス占領下に入った。
同年2月21日、シク王国軍はグジュラートでイギリス軍と激突し、これがシク戦争最後の戦いとなった（グジュラートの戦い）。この戦いでシク側は2000人の死傷者を出して大敗を喫し、戦いの帰趨がきまった。
こうして、シク側は徹底的に打ち負かされ、1849年3月26日にシク王国は敗北を認め、イギリスに降伏した。

## 戦後
インド総督ダルハウジー侯爵はパンジャーブで2度と騒動が起きない方法は、間接的統治ではなくイギリスの直接統治であると考えた。ヘンリー・モンゴメリー・ローレンスは「賢明な政策ではない」としたが、その考えは揺るがなかった。
3月29日、イギリスはシク王国の領土はカイバル峠を境に併合されたと宣言し、インドの植民地を完成した。
同年12月21日、ドゥリープ・シングは5万ポンドの年金をあてがわれ、パンジャーブのラホールからアワドのファテーガルに移動させられた。またこのとき、インド総督ダルフージーによって、彼とその一族の土地は取り上げられ、父ランジート・シングが手に入れたコーヒ・ヌールのダイヤモンドも取り上げられた。これはイギリス女王ヴィクトリアに献上され、現在に至るまでイギリス君主の王冠を飾る宝石となっている。
さて、イギリスはシク王国の領土を併合し、実に一世紀以上にわたるインド植民地化という大事業を成し遂げたわけだが、これが最後の戦争ではなかった。彼らはインドの人々がその統治に対して、どれほどの不満を抱いているかなど知るはずもなかった。
こうして、1857年5月にイギリスの植民地支配を打倒すべく、ムガル帝国の皇帝バハードゥル・シャー2世を最高指導者に、デリーをはじめとするインド各地で人々が立ち上がった。イギリスとインドの事実上の最後の戦争、インド大反乱である。